# 罗基尼 (埃纳省)
罗基尼（法語：Rocquigny，法語發音：[ʁɔkiɲi]）是法国上法兰西大区埃纳省的一个市镇，位于该省北部偏东，属于韦尔万区。

## 地理
罗基尼（50°1'25"N, 3°58'53"E）面积10.99 平方千米，位于法国上法蘭西大區埃纳省，该省份为法国北部内陆省份，北起北部省，西接索姆省和瓦兹省，东临阿登省和马恩省，西南至塞纳-马恩省，东北部与比利时接壤。
与罗基尼接壤的市镇（或旧市镇、城区）包括：克莱尔方丹、拉弗拉芒格里、埃特兰、费龙、维涅伊。

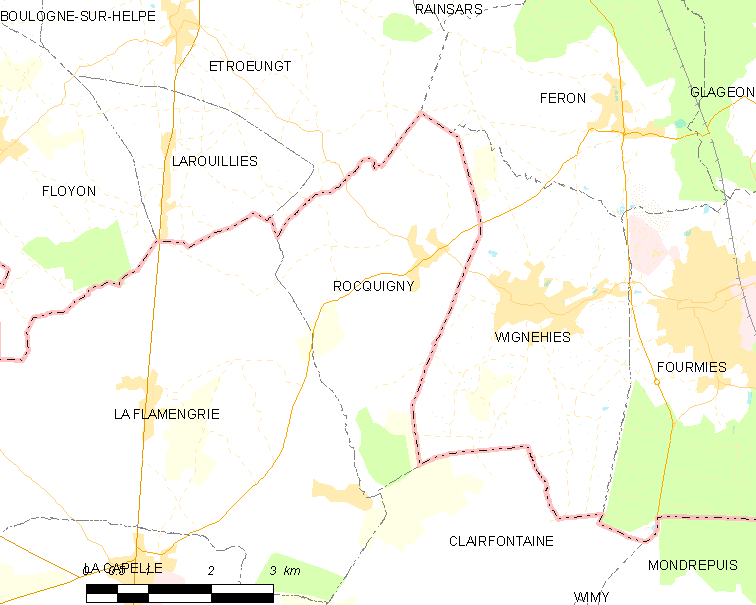
的OSM定位图

罗基尼的时区为UTC+01:00、UTC+02:00（夏令时）。

## 行政
罗基尼的邮政编码为02260，INSEE市镇编码为02650。

## 政治
罗基尼所属的省级选区为韦尔万县。

## 人口

1962-2008年间人口变化图示

罗基尼于2022年1月1日时的人口数量为364人。